# Muzułmańska Gmina Wyznaniowa w Gorzowie Wielkopolskim
Muzułmańska Gmina Wyznaniowa w Gorzowie Wielkopolskim – muzułmańska jednostka organizacyjna z siedzibą w Gorzowie Wielkopolskim, wchodząca w skład Muzułmańskiego Związku Religijnego w RP.

## Historia
Przed II wojną światową gminy muzułmańskie były oficjalnymi parafiami Tatarów i podlegały Muzułmańskiemu Związkowi Religijnemu w Rzeczypospolitej Polskiej z siedzibą muftiego w Wilnie. Po II wojnie światowej około 400 członków największej przedwojennej Gminy Muzułmańskiej w Nowogródku, która według spisu z 1935 liczyła 717 wyznawców, przyjechało do Gorzowa Wielkopolskiego. Zamieszkali oni w dzielnicy Gorzowa – Janicach, w miejscu, które do dziś nosi nazwę ,,Górki Tatarskie". 
Muzułmański Związek Religijny w PRL w listopadzie 1959 zwrócił się do Wydziału Wyznań Prezydium Wojewódzkiej Rady Narodowej w Zielonej Górze z prośbą o zgodę na powstanie Muzułmańskiej Gminy Wyznaniowej w Gorzowie Wielkopolskim i w tym samym roku 12 grudnia otrzymał zgodę. Jako siedzibę wskazano dom Sulejmana Lebiedzia (gmina nie posiadała własnego lokalu), a przewodniczącym został Mustafa Szehidewicz. Długoletnim przywódcą gminy był imam Bekir Rodkiewicz, który do Gorzowa Wielkopolskiego przyjechał latem 1945 wraz z około 100 rodzinami tatarskimi z Nowogródka. Modlitwy odbywały się w domu imama. Wierni przyjeżdżali na nie również z innych miast w okolicy: Witnicy, Trzcianki, Słubic, ponieważ gmina skupiła Tatarów z północno-zachodniej Polski, a dokładnie z województw: koszalińskiego, poznańskiego, szczecińskiego i zielonogórskiego. W 1965 gmina liczyła 218 osób. W 1969 Tatarzy, którzy mieszkali w Szczecinie, założyli własną gminę, którą po dwóch latach decyzją Najwyższego Kolegium Muzułmańskiego Związku Religijnego połączono z gminą w Gorzowie Wielkopolskim. Jej siedzibą do 1984 był Szczecin, potem przeniesiono ją do Gorzowa.
Od 1993 przewodniczącą gminy była Rozalia Aleksandrowicz i kierowała nią do 2007. Po jej śmierci w 2008 nie wybrano nowego przewodniczącego, a działalność gminy została zawieszona. W 2012 Muzułmańska Gmina Wyznaniowa w Gorzowie Wielkopolskim została rozwiązana.